# Лизеганг, Пауль Эдуард
Пауль Эдуард Лизеганг (нем. Paul Eduard Liesegang, 26 июня 1838, Эльберфельд — 6 сентября 1896, Дюссельдорф) — немецкий предприниматель и изобретатель в области фотографии.
Сын Фридриха Вильгельма Эдуарда Лизеганга (1803—1871), основавшего в 1854 году в Эльберфельде предприятие по производству фототехники. Изучал естественные науки, преимущественно химию, в Берлинском, Гиссенском и Йенском университетах. В Йене также учился фотохимии у Юлиуса Шнаусса.
В 1859 году защитил диссертацию. В 1860 г. опубликовал основательное «Руководство по практической фотографии» (нем. Handbuch der praktischen Photographie), в том же году основал в Дюссельдорфе журнал Photographische Archiv, годом позже выступил соучредителем французского журнала Le Moniteur de la Photographie (вместе с Эрнестом Лаканом), соредактором которого оставался до 1870 г. В 1873 г. перенёс в Дюссельдорф производство своего отца. Под руководством Пауля Лизеганга фирма начала, в частности, производить складные походные камеры (1877) и проекторы-эпископы (1883).
Сын — фотохимик Рафаэль Лизеганг.